# Middle-earth: Shadow of War
Middle-earth: Shadow of War (Средиземье: Тени Войны) — компьютерная игра в жанре Action/RPG с открытым миром, разработанная Monolith Productions для платформ Xbox One, Windows и PlayStation 4. Её издателем выступила Warner Bros. Interactive Entertainment. Выход игры состоялся 10 октября 2017 года.
Игра является продолжением Middle-earth: Shadow of Mordor, выпущенной в 2014 году. Как и предыдущая игра, Middle-earth: Shadow of War основана на книгах Дж. Р. Р. Толкина и их экранизации Питера Джексона. Игрок управляет следопытом Талионом, одержимым духом эльфийского правителя Келебримбора; Талион пытается использовать одно из колец власти, чтобы собрать армию орков и троллей и бросить вызов Саурону и его полководцам-назгулам. В Shadow of War используется усовершенствованная система Nemesis из предыдущей игры; мир игры и населяющие его персонажи меняются в зависимости от действий и решений игрока, что означает, что каждое новое прохождение отличается от предыдущего. Если у игрока есть сохранения Shadow of Mordor, он может перенести в новую игру отдельных персонажей из первой игры — самого заклятого врага и самого верного соратника.

## Сюжет
Спустя некоторое время после событий предыдущей игры, следопыт Талион и дух эльфийского кузнеца Келебримбора выковывают в жерле Ородруина новое Кольцо Власти, подобное по силе Кольцу Всевластья, но не затронутое влиянием Саурона. Когда паучиха Шелоб похищает Келебримбора, Талион оказывается на грани смерти — ещё в начале предыдущей игры военачальник, известный как Чёрная Рука Саурона, перерезал ему горло, и только присутствие Келебримбора не давало Талиону умереть. Чтобы избежать гибели, Талион надевает Новое Кольцо, а позже обменивает его на свободу Келебримбора. Отдав Кольцо Шелоб, Талион получает от неё предсказание: армия Мордора во главе с Королём-чародеем Ангмара осаждает Минас Итиль, гондорский город-крепость на границе с Мордором. Защищая Минас Итиль, Талион встречает новых союзников — генерала Кастамира, его дочь Идриль и воина-харадрима Баранора. Позже Кастамир предаёт Минас Итиль в руки Короля-чародея, и захваченный назгулами и орками город получает новое название — Минас Моргул. Назгулы нападают и на Шелоб, пытаясь отнять у неё Новое Кольцо; в итоге Шелоб возвращает драгоценность Талиону и говорит, что судьба всего Средиземья теперь в его руках.
Чтобы бросить вызов Саурону, Талион и Келебримбор должны собрать армию орков, используя Новое Кольцо для их подчинения; для этого герои посещают несколько областей Мордора. В джунглях у моря Нурнен их союзниками становятся олог-хай Бруз и орк по прозвищу Крысарий Трус, ранее появлявшийся в Middle-earth: Shadow of Mordor. Позднее по ходу повествования Бруз предаёт Талиона, и герой с помощью Крысария устраивает на него охоту. По просьбе волшебного существа — хранительницы леса Карнан — Талион бросает вызов орочьему некроманту Зогу и вызванному им балрогу, известному как Тар-Горот. Пути Талиона также пересекаются с эльфийской воительницей Элтариэль, Клинком Галадриэли; Элтариэль охотится за назгулами. Среди этих назгулов есть и Исилдур, король Гондора, некогда носивший Кольцо Всевластья; в соответствии с сюжетом игры, он был обращён Сауроном в одного из Призраков Кольца.
Захватив все пять областей Мордора, Талион, Келебримбор и Элтариэль с армией орков выступают на Барад-Дур, последний оплот Саурона. Победив Исилдура, Талион даёт назгулу умереть окончательно — это вызывает негодование Келебримбора, который желает подчинить слуг Саурона и самому стать владыкой Мордора и всего Средиземья. Он передаёт Новое Кольцо Элтариэль и сам переселяется в её тело, а Талиона оставляет умирать — в том же положении, что и в начале игры. Благодаря Шелоб Талион находит выход — он надевает Кольцо Власти Исилдура, тем самым вернув себе бессмертие и приобретя способность воскрешать мёртвых воинов, но обрекает себя на ужасную участь Призрака Кольца. Талион захватывает Минас Моргул, выбив оттуда Короля-чародея и его назгулов. В то же время Келебримбор и Саурон сходятся в бою на вершине Барад-Дура, но не могут друг друга одолеть и сливаются в вечной битве, превратившись в Багровое Око на вершине башни, такое же, как в кинотрилогии Питера Джексона.
Основная сюжетная линия игры заканчивается на этом моменте, однако после прохождения четвёртого акта, состоящего исключительно из обороны крепостей, открывается «настоящая» концовка. Рассказчица Шелоб сообщает, что после многих лет войны Талион поддался влиянию кольца и присоединился к назгулам, отправившись с ними в Шир. После событий «Властелина колец» Талион, как и другие назгулы, погиб при извержении Ородруина от вулканической бомбы, попавшей в него. В финальной сцене дух Талиона оказывается на берегах Валинора. Он уходит на запад, сбрасывая с себя доспехи и оружие, чтобы воссоединиться со своей семьёй за кругами мира; около воткнутого в землю кинжала Ахарн распускается цветок.

### Связи слегендариумом Толкина
Действие игры происходит в вымышленном Толкином Средиземье, и в игре появляются различные персонажи, упоминавшиеся или появлявшиеся на страницах «Властелина колец» — Келебримбор, Шелоб, Голлум, Саурон и назгулы. Сценарий игры, включая все диалоги, был согласован с компанией Middle-earth Enterprises, владеющей авторскими правами на персонажей, имена и названия из книг Толкина. Несмотря на это, разработчики игры вольно обходятся с мифологией Толкина и вымышленной историей Средиземья. Так, действие игры формально происходит между событиями книг «Хоббит, или Туда и обратно» и «Властелин Колец», однако падение города-крепости Минас Итиль и её превращение в Минас Моргул, в книгах происходившие около тысячи лет назад, происходят прямо в ходе игры. Такие исторические персонажи Средиземья, как Исилдур или Хельм Молоторукий, в игре Shadow of War входят в число назгулов, и само понятие «назгул» трактуется как титул, переходящий от одного порабощённого Сауроном духа к другому — в конце игры к ним, на замену Исилдуру, присоединяется и главный герой.
Важная для игры механика воскрешения персонажа из мёртвых, по мнению разработчиков, давала им возможность исследовать важную для работ Толкина тему бессмертия (англ. deathlessness). Выбранный подход вызывал критику ещё во времена игры Middle-earth: Shadow of Mordor, поскольку бесконечные возвращения героя Талиона к жизни были бы невозможны в рамках толкиновской мифологии; в качестве ответа разработчики утверждали в интервью, что Талион в игре является не смертным человеком, но живым мертвецом наподобие назгулов или умертвий. Shadow of War обходится с темами смерти и бессмертия ещё более вольно — так, одна из второстепенных сюжетных линий связана с орком-некромантом по имени Зог, который демонстрирует способность с лёгкостью возвращать убитых персонажей к жизни.
Шелоб описана во «Властелине колец» исключительно как чудовищный паук, однако в игре Шелоб — один из центральных персонажей и рассказчица; она может по своему желанию менять облик и чаще появляется в образе соблазнительной женщины, способной к ясновидению и помогающей героям. С точки зрения вице-президента Monolith Майкла де Платера, Шелоб и во «Властелине колец» является не вполне отрицательным персонажем; в Shadow of War она предстаёт своего рода тёмной версией Галадриэли, мудрой владычицы, манипулирующей другими персонажами ради благой цели. Её способность принимать человеческий облик де Платер и главный нарративный дизайнер игры Тони Элиас объясняли через происхождение — Унголиант, мать Шелоб, по их мнению, была одной из Майар в облике паука, так что и её дитя Шелоб не должна была быть связана исключительно паучьим обликом.
Справедливо будет сказать, что разработчики игры опирались не столько на книжный канон Толкина, сколько на экранизации Питера Джексона, что выделяется как в визуальном плане многих локаций, так и в самой мифологии и истории мира Средиземья, во многих аспектах также отходящая от моментов, описанных в книгах.

## Разработка
В процессе создания игры команда разработчиков лишилась исполнительного продюсера компании Monolith Productions Майкла Форджи, который умер от рака. С целью почтить память коллеги разработчики создали персонажа по имени Фортхог Убийца Орков. Особенность персонажа — топор в виде гитары как напоминание об увлечении почившего исполнительного продюсера.

## Рецензии и продажи
| Сводный рейтинг       | Сводный рейтинг                        |
| Агрегатор             | Оценка                                 |
| --------------------- | -------------------------------------- |
| GameRankings          | (XONE) 83,31 % (PS4) 81,47 %           |
| Metacritic            | (PC) 75/100 (PS4) 80/100 (XONE) 81/100 |
| Иноязычные издания    |                                        |
| Издание               | Оценка                                 |
| Destructoid           | 7/10                                   |
| EGM                   | 8/10                                   |
| Game Informer         | 9,5/10                                 |
| GameSpot              | 7/10                                   |
| GamesRadar+           | [ 21 ]                                 |
| IGN                   | 9/10                                   |
| PC Gamer (US)         | 73/100                                 |
| Polygon               | 7,5/10                                 |
| VideoGamer            | 8/10                                   |
| Русскоязычные издания |                                        |
| Издание               | Оценка                                 |
| Riot Pixels           | 63 %                                   |
| «Игры Mail.ru»        | 8/10                                   |

Игра получила преимущественно положительные отзывы. На сайте-агрегаторе Metacritic средняя оценка игры составляет 81 из 100 на основе 38 обзоров для платформы Xbox One, 80 из 100 на основе 73 обзоров для платформы PS4, 75 из 100 на основе 18 обзоров для платформы PC.
Летом 2018 года, благодаря уязвимости в защите Steam Web API, стало известно, что точное количество пользователей сервиса Steam, которые играли в игру хотя бы один раз, составляет 952 284 человека.